# Disco in Dream
Il Disco in Dream  è stato il primo tour di concerti della cantante australiana Kylie Minogue, in supporto dei suoi primi due album in studio, ossia Kylie (1988) e Enjoy Yourself (1989). 
La tournée ha fatto tappa in Giappone e Regno Unito. In Europa il tour è stato ribattezzato "The Coca-Cola Hitman Roadshow" e fruito gratuitamente per ringraziare i fan inglesi della popstar.
Oltre alla Minogue, la tournée vedeva i rispettivi spettacoli del gruppo Dead or Alive e della cantante Sinitta. Durante i concerti britannici si sono aggiunti altri artisti, quali Big Fun e Sonia.

## Scaletta
1. The Loco-Motion
2. Got to Be Certain
3. Tears on My Pillow
4. Je Ne Sais Pas Pourquoi
5. Made in Heaven (Heaven Scent Mix)[4]
6. Hand on Your Heart
7. Wouldn't Change a Thing
8. I Should Be So Lucky

## Registrazioni e broadcasting
Un montaggio complessivo delle esibizioni del tour è stato commercializzato dal titolo On the Go: Live in Japan , ed è stato diffuso a partire dall'8 aprile 1990 in Regno Unito e Giappone in formato VHS e Laserdisc. Oltre ai brani eseguiti, il filmato intervalla un "documentario" inserito tra le varie performance.
Nell'aprile 2003 la registrazione del concerto è stata diffusa in DVD.

### Tracce
- The Loco-Motion
- Got to Be Certain
- Tears on My Pillow
- Je Ne Sais Pas Pourquoi
- Made in Heaven
- Hand on Your Heart
- Wouldn't Change a Thing
- I Should Be So Lucky

## Date del tour
| Data                | Città      | Paese       | Sede                     |
| ------------------- | ---------- | ----------- | ------------------------ |
| Disco in Dream      |            |             |                          |
| 2 ottobre 1989      | Nagoya     | Giappone    | Nagoya Rainbow Hall      |
| 6 ottobre 1989      | Tokyo      | Giappone    | Tokyo Dome               |
| 7 ottobre 1989      | Osaka      | Giappone    | Osaka-jō Hall            |
| 8 ottobre 1989      | Osaka      | Giappone    | Osaka-jō Hall            |
| The Hitman Roadshow |            |             |                          |
| 15 ottobre 1989     | Londra     | Regno Unito | Hammersmith Palais       |
| 16 ottobre 1989     | Plymouth   | Regno Unito | Ritzy Discothèque        |
| 17 ottobre 1989     | Swansea    | Regno Unito | Ritzy Discothèque        |
| 18 ottobre 1989     | Manchester | Regno Unito | Manchester Apollo        |
| 19 ottobre 1989     | Liverpool  | Regno Unito | Liverpool Empire Theatre |
| 22 ottobre 1989     | Bristol    | Regno Unito | Studio Nightclub         |
| 23 ottobre 1989     | Newcastle  | Regno Unito | Mayfair Ballroom         |
| 24 ottobre 1989     | Sheffield  | Regno Unito | The Roxy                 |
| 25 ottobre 1989     | Birmingham | Regno Unito | Ritzy Discothèque        |
| 27 ottobre 1989     | Edimburgo  | Regno Unito | Playhouse Theatre        |

## Crediti
- Direttore esecutivo: Kylie Minogue
- Produttore e regista: Michael Baumohl, Roger Yader
- Co-Produttore: Terry Blamey
- Coreografia: Venol John
- Costumi: Carol Minogue